# Iniciativa Cristiana Romero
La Iniciativa Cristiana Romero o ICR (alemán: Christliche Initiative Romero) es una organización no gubernamental con sede principal en la ciudad de Münster, Alemania. 
La organización trabaja para mejorar las condiciones de vida de los trabajadores en diferentes países centroamericanos e intercede a favor de los Derechos Humanos (DD. HH.) en dicha región. En ese contexto, la ICR apoya a movimientos básicos, organizaciones laborales y ONGs. 
En Alemania, la ICR trabaja en el ámbito informativo y organiza campañas con respecto a varios temas. Las donaciones anuales que recibe la ICR suman a un promedio de apenas 500.000 Euros.

## Historia
La ICR se originó en los años 1980 durante las guerras civiles en Centroamérica. El trabajo de la ICR fue motivado por movimientos solidarios con los países afectados por aquellas guerras, es decir Nicaragua, El Salvador y Guatemala. La Iniciativa se dio el nombre del obispo Óscar Romero, que fue asesinado en el año 1980 en El Salvador. La ICR es miembro fundador de la “campaña para ropa limpia” que originó en los años 1990.

## Metas
La ICR se ve como “la voz de los pobres”. La meta de la organización es crear un puente entre países de América Central y Alemania. Como Oscar Romero, la ICR lucha contra las situaciones injustas y toma partido por los pobres.

## Campañas
- La campaña para ropa limpia (Clean Clothes Campaign/CCC) exige de productores de ropa obedecer a estándares mínimos de trabajo en la producción de ropa y permitir evaluaciones por parte de inspectores independientes.[1]
- 'CorA (Corporate Accountability / Netzwerk für Unternehmensverantwortung)' es una red de varias organizaciones alemanas que exige de empresas nacionales e internacionales la adherencia a los DD.HH. y el seguimiento de estándares internacionales tanto de manera social como ecológica. La meta principal de CorA es la creación de reglas obligatorias y leyes para las gobernaciones que permiten conseguir un comportamiento responsable por parte del sector privado.
- ProNATs (Pro Niños y Adolescentes Trabajadores) es una unión de personas y organizaciones que luchan contra la explotación de jóvenes trabajadores y se desvelan por ampliar sus derechos.
- Código Común para la Comunidad de Café 4C (Common Code for the Coffee Community) es una iniciativa fundada en el año 2004 por la Agencia Alemana de Cooperación Técnica (GTZ) y el Ministerio de Cooperación Económica y Desarrollo (BMZ), la Asociación Alemana de Café, ONGs y sindicatos . El Código 4 C exige estándares sociales y ecológicos en la producción de café. Además, demanda sostenibilidad ecológica durante la producción del café.
- En la campaña SUPPLYCHA!NGE un grupo de organizaciones de la sociedad civil de toda Europa y del Sur Global pone presión a grandes cadenas de supermercados de responsibilizarse por impactos sociales y ambientales causadas por sus marcas.[2]
- La campaña 'Stop Mad Mining' informa sobre las consecuencias negativas de la extracción de materias primas como oro. Stop Mad Mining lucha junto con sus 13 organizaciones miembros internacionales en el ámbito político y empresarial para la protección de los Derechos Humanos y la protección ambiental en la extracción de materias primas.

## Actividades
La ICR apoya unos 90 proyectos anualmente en toda América Centralconcentrados en Nicaragua, El Salvador, Guatemala y Honduras. Dichos proyectos se enfocan en los derechos de las mujeres, los DD.HH. y los derechos sociales y culturales de la población indígena. 
Además, tienen como enfoque condiciones laborales en general, de las cuales se espera que respeten la dignidad humana, así como el respeto a los niños trabajadores y a su organización y la ecología y el fortalecimiento político de la sociedad civil. 
Aparte de sus campañas y proyectos la ICR presta ayuda en casos de emergéncia, por ejemplo después de catástrofes naturales, y organiza acciones de ayuda inmediata en casos de violaciones de Derechos Humanos, así como derechos laborales. 
Además, la ICR trabaja y coopera con otras redes y organizaciones internationales y organiza giras informativas junto con sus socios e invitados de América Central. 
La ICR investiga sobre todo en los ámbitos de industria confección, en los DD.HH. y en los derechos de los niños en Centroamérica. Esas investigaciones ya documentaron varios hechos de violaciones de dichos derechos en diferentes ámbitos. 
Adicionalmente, la organización publica documentos didácticos para el sector educativo y publica un folleto llamado "presente" cada tres meses que se desarrolla temas actuales del ámbito político y social Este folleto es enviado gratuitamente por la ICR a unos 13.000 lectores interesados en temas de desarrollo.
La ICR se financia por varias fuentes. Por un lado recibe donaciones de miembros, de las iglesias y de fundaciones privadas. Por el otro recibe medios financieros por el Ministerio Alemán de Cooperación Económica y Desarrollo (BMZ) y de la Unión Europea así como por la Fundación Romero. La CIR recibió el sello de donaciones por el Instituto Central de Alemania de Asuntos Sociales.